# Purvis
Purvis è una città (city) degli Stati Uniti d'America, capoluogo della contea di Lamar, nello Stato del Mississippi.